# Biomedicum, Karolinska Institutet

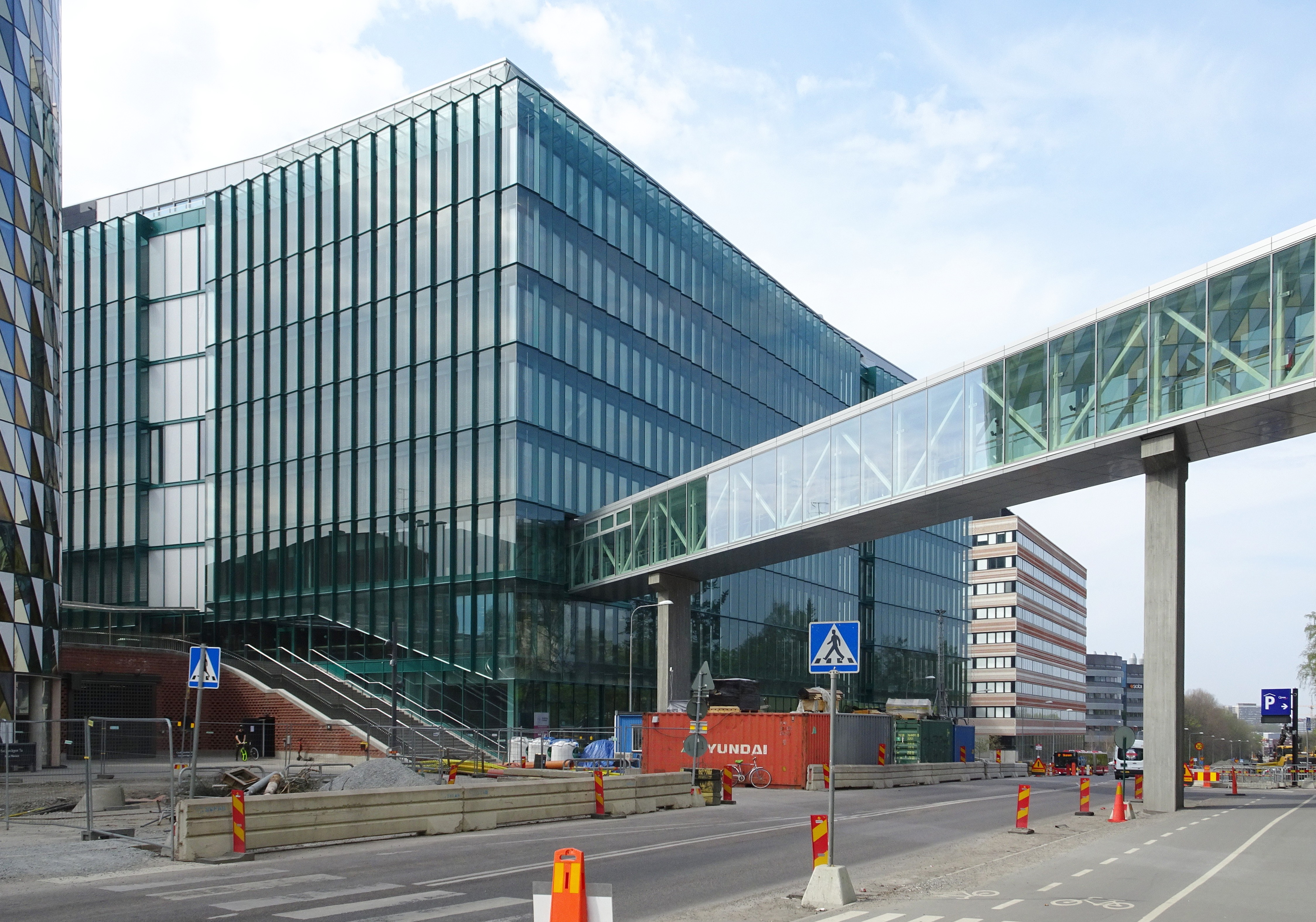
Biomedicum i april 2019. Över Solnavägen syns förbindelsegången till Bioclinicum, t.v. skymtar Aula Medica och i bakgrunden Widerströmska huset.

Biomedicum är en laboratoriebyggnad för medicinsk forskning för Karolinska Institutet belägen vid Solnavägen 9 i Solna kommun. Anläggningen färdigställdes 2018 efter ritningar av Berg Arkitektkontor/Arkitektfirmaet C.F. Møller och utnämndes till Årets Bygge 2019. Biomedicum är ett av Europas största laboratorier med en bruttoarea om drygt 82 000 kvadratmeter (BTA) fördelade på elva plan.

## Byggnad

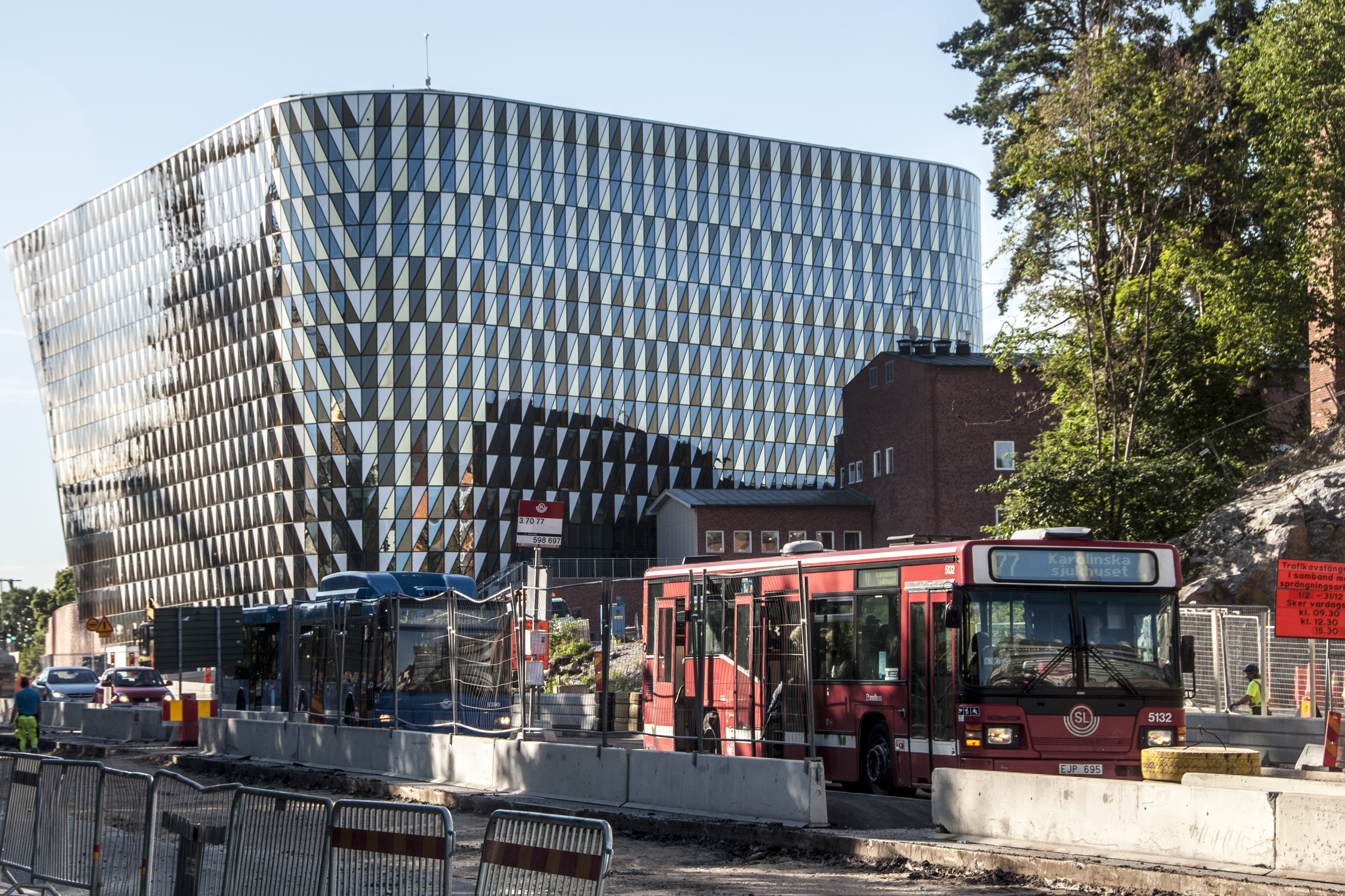
Tomten t.h. om Aula Medica, juli 2013.

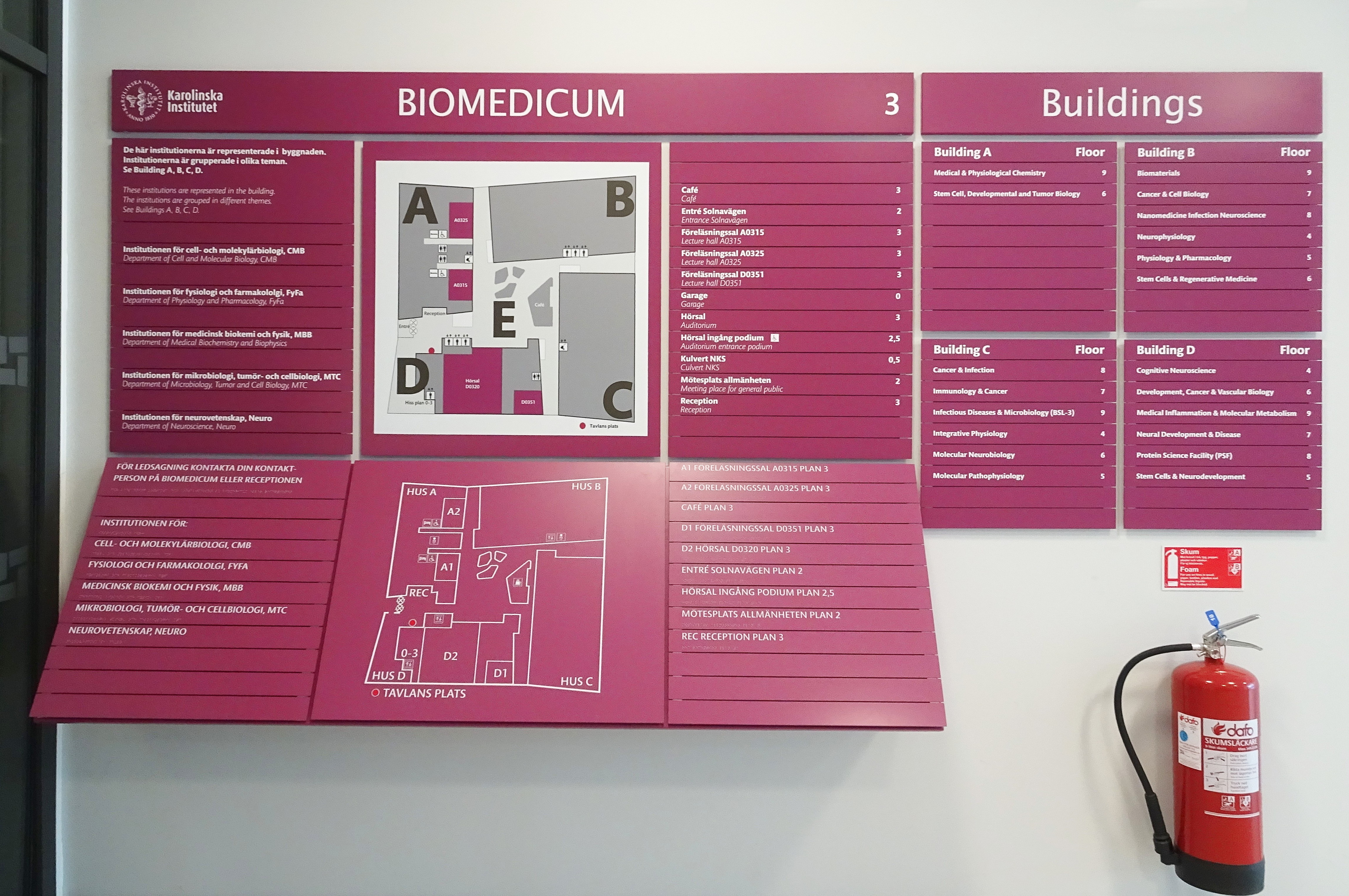
Information med byggnadens disposition.

Byggherre var Akademiska hus som anlitade C. F. Møller / Berg Arkitektkontor att formge huset. Arkitektkontoret var vinnare i en arkitekttävling år 2010. För interiörens gestaltning stod Nyréns Arkitektkontor. Byggentreprenör var Skanska och enda hyresgäst är Karolinska Institutet. Byggarbetena började år 2013 och invigningen skedde den 30 november 2018.
Huset ligger inom Campus Solna och placerades på en delvis obebyggd tomt vid Solnavägen mellan Aula Medica och Widerströmska huset. Biomedicum har en direktförbindelse till Bioclinicum, den kliniska forskningsavdelningen på nybyggda Nya Karolinska Solna, genom en glasad förbindelsegång över Solnavägen. Komplexet består av fyra byggnadsvolymer benämnda A, B, C och D. De grupperar sig kring en klimatskyddad centralhall, kallad Atrium som får dagsljus via ett 40-tal cirkelrunda ljusinsläpp i taket. Under centralhallen ligger husdel E. I källaren finns ett parkeringsgarage.
Varje huskropp är vinklad utåt för att dela upp de långa fasaderna som består av omkring 1 500 grönskimrande glaspartier. Även glaspartierna är vinklade vilket ger byggnaden ett intressant och livfullt yttre. Glasfronten hänger liksom en gardin utanför själva fasaden. Fönstren är inte öppningsbara. Byggnadens bjälklag består av platsgjuten respektive prefabricerad betong som bärs upp av balkar och pelare. Byggkostnaden var omkring två miljarder kronor.

## Verksamhet
I Biomedicum finns cirka 1 600 platser för forskare och annan personal fördelade på fem institutioner:
- Institutionen för mikrobiologi, tumör- och cellbiologi (MTC)
- Institutionen för medicinsk biokemi och biofysik (MBB)
- Institutionen för fysiologi och farmakologi (FyFa)
- Institutionen för neurovetenskap (Neuro)
- Institutionen för cell- och molekylärbiologi (CMB

## Bilder

Exteriör
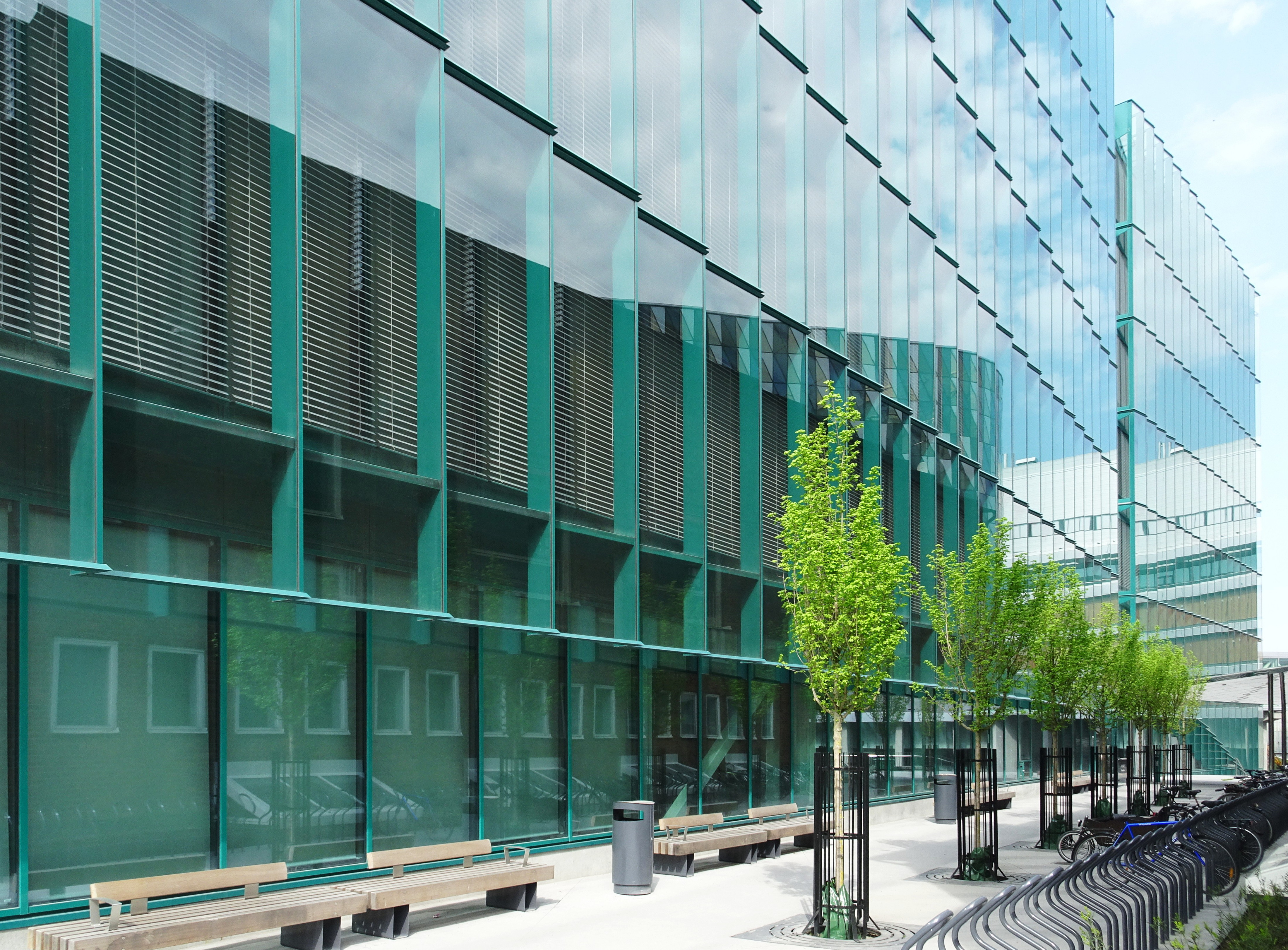
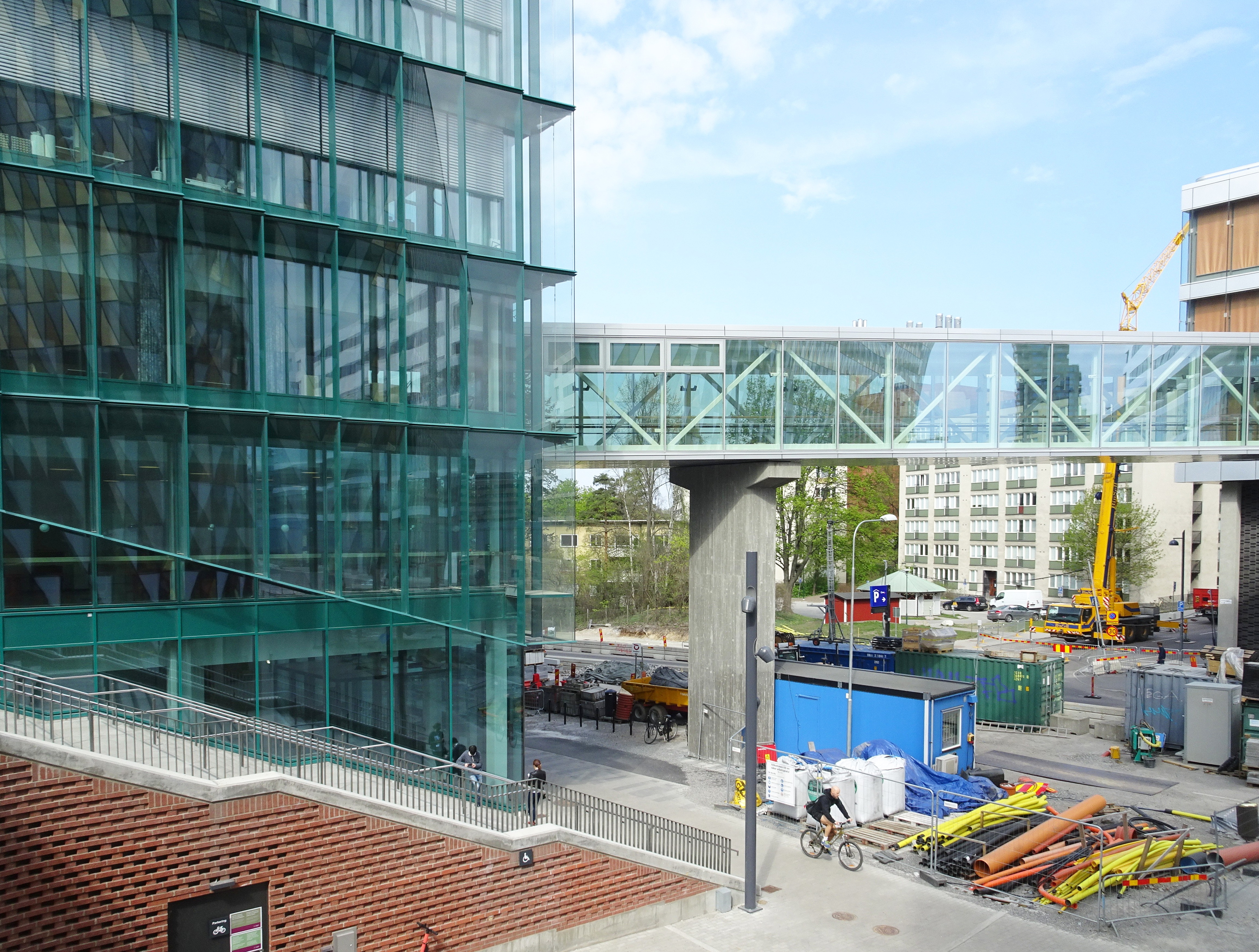
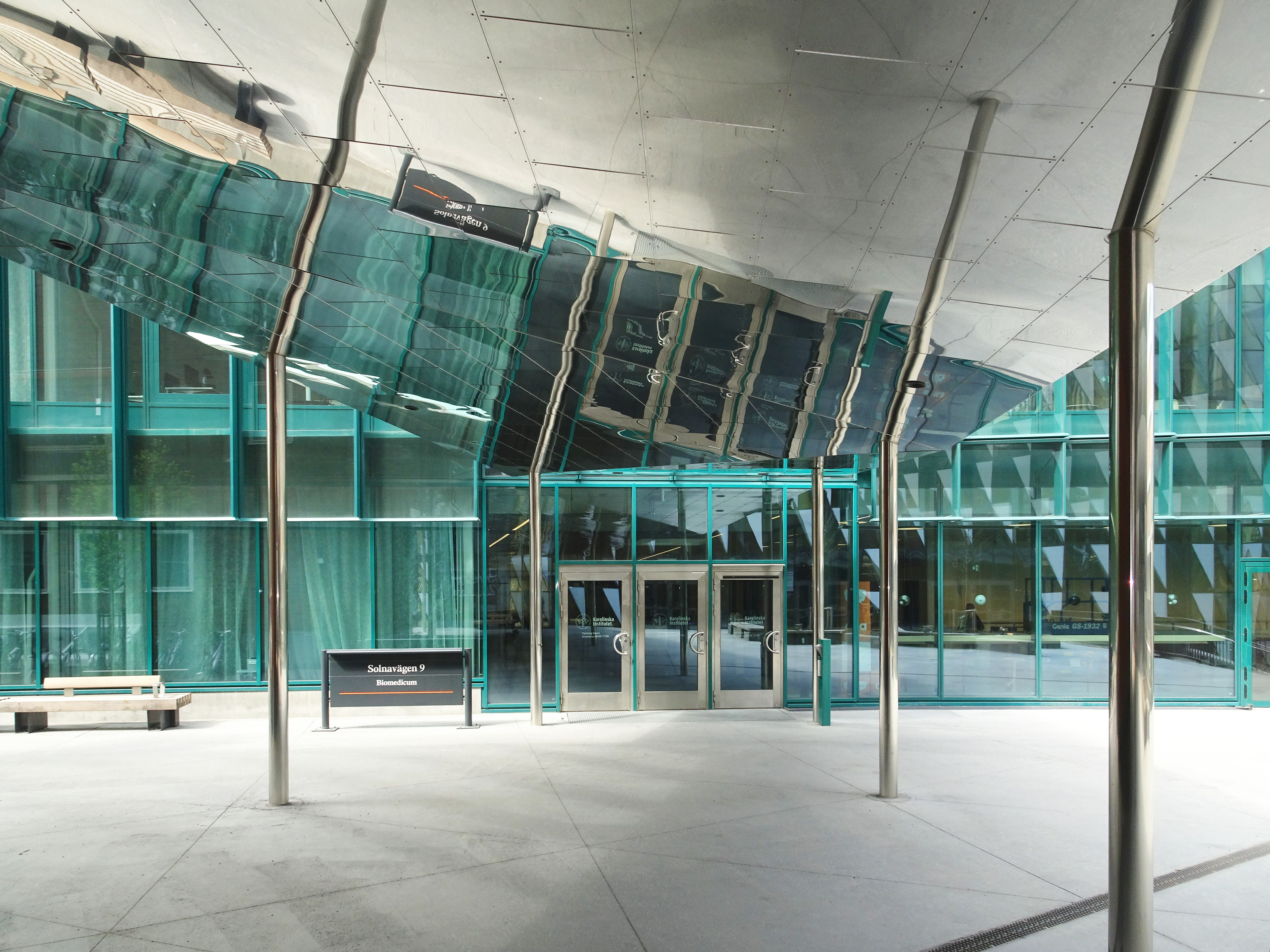
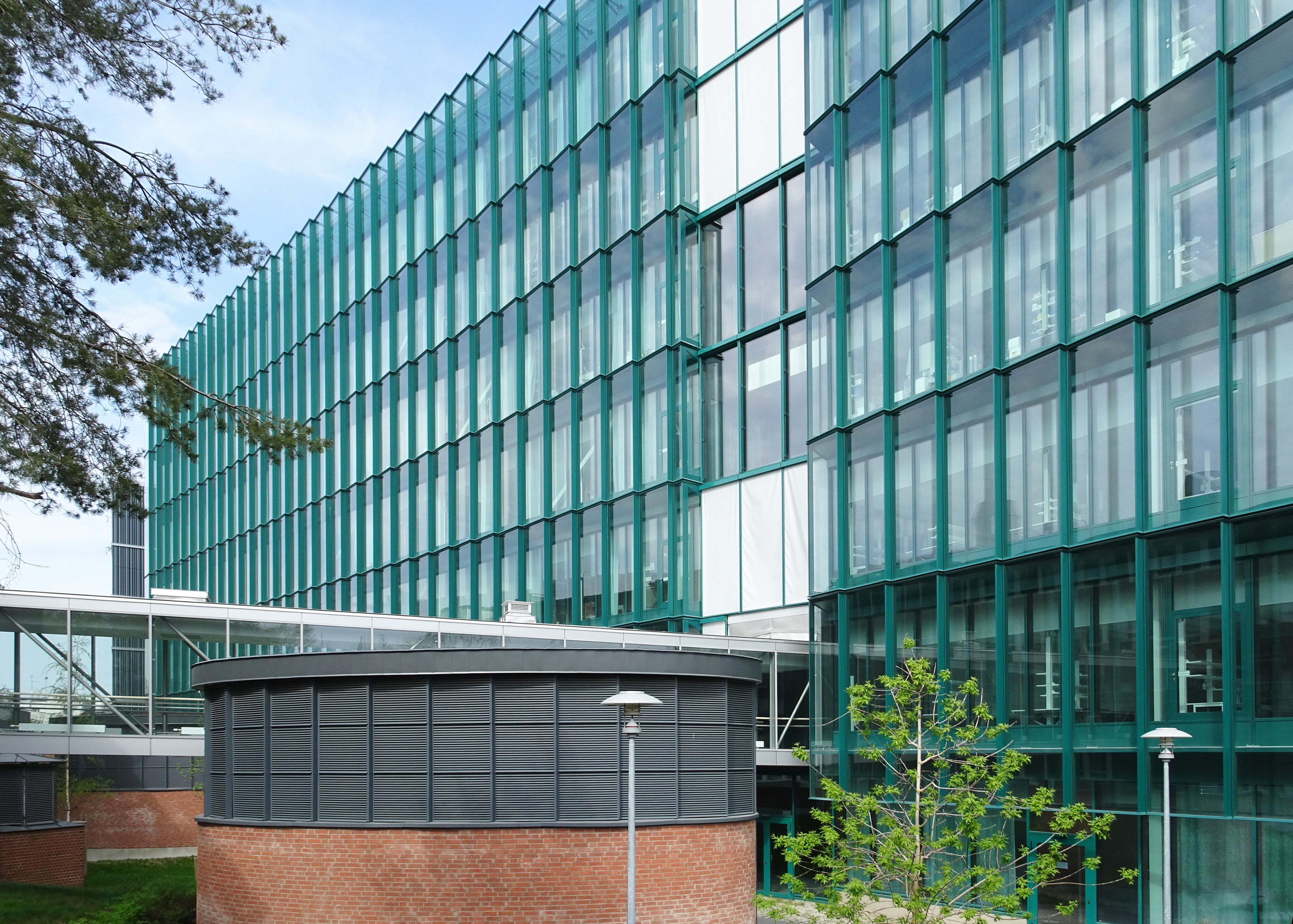

Interiör (Atrium)
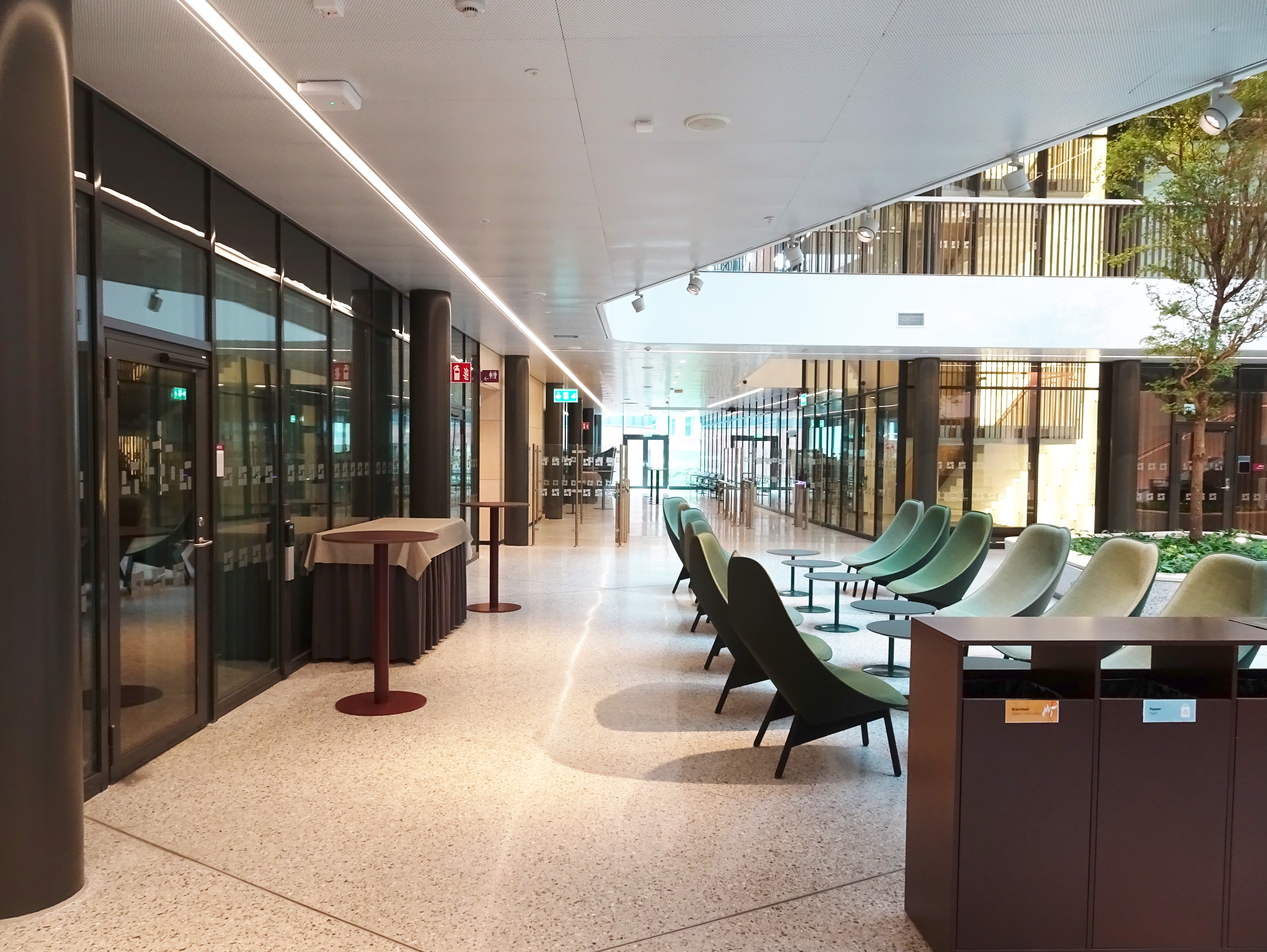
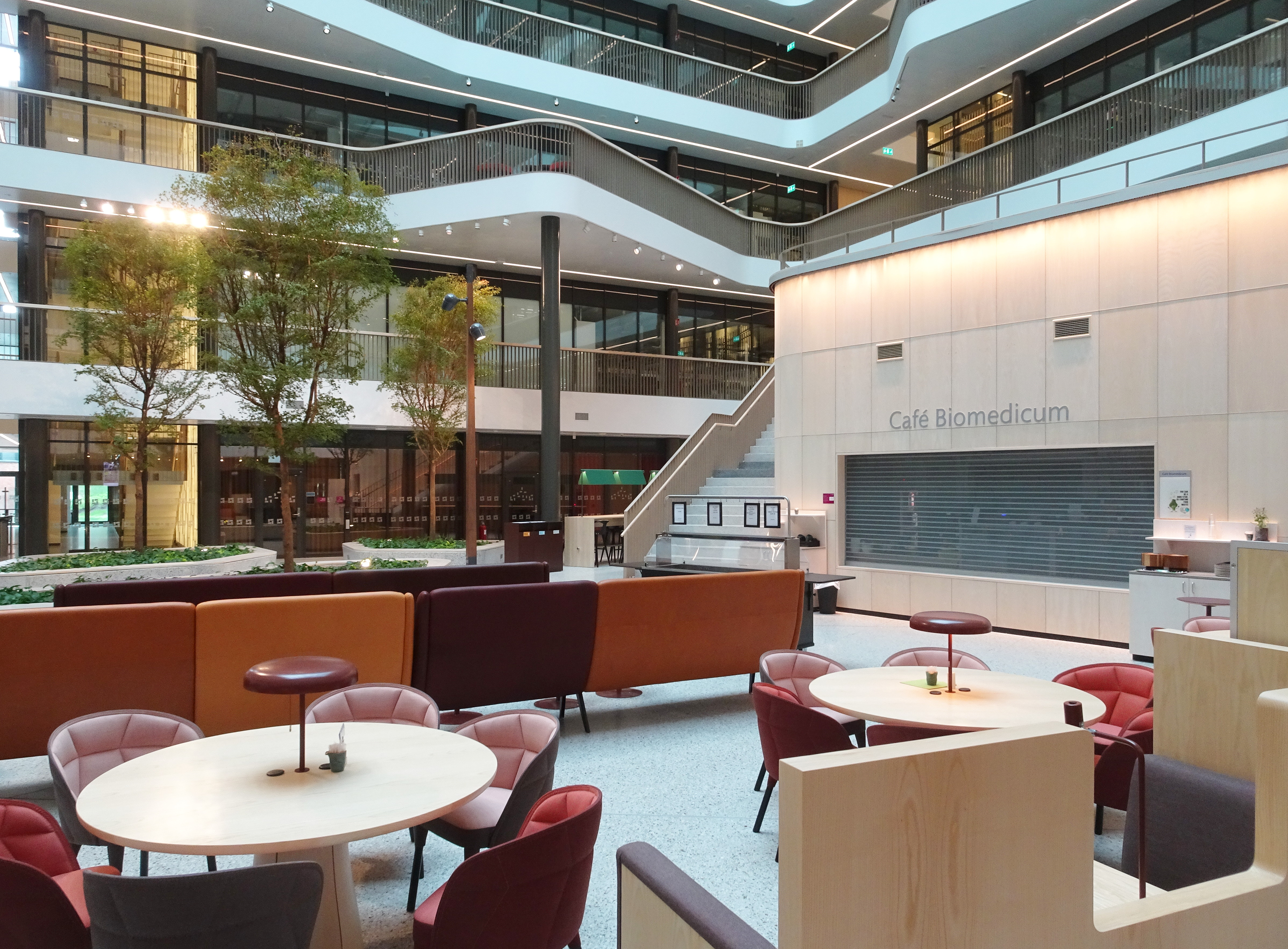
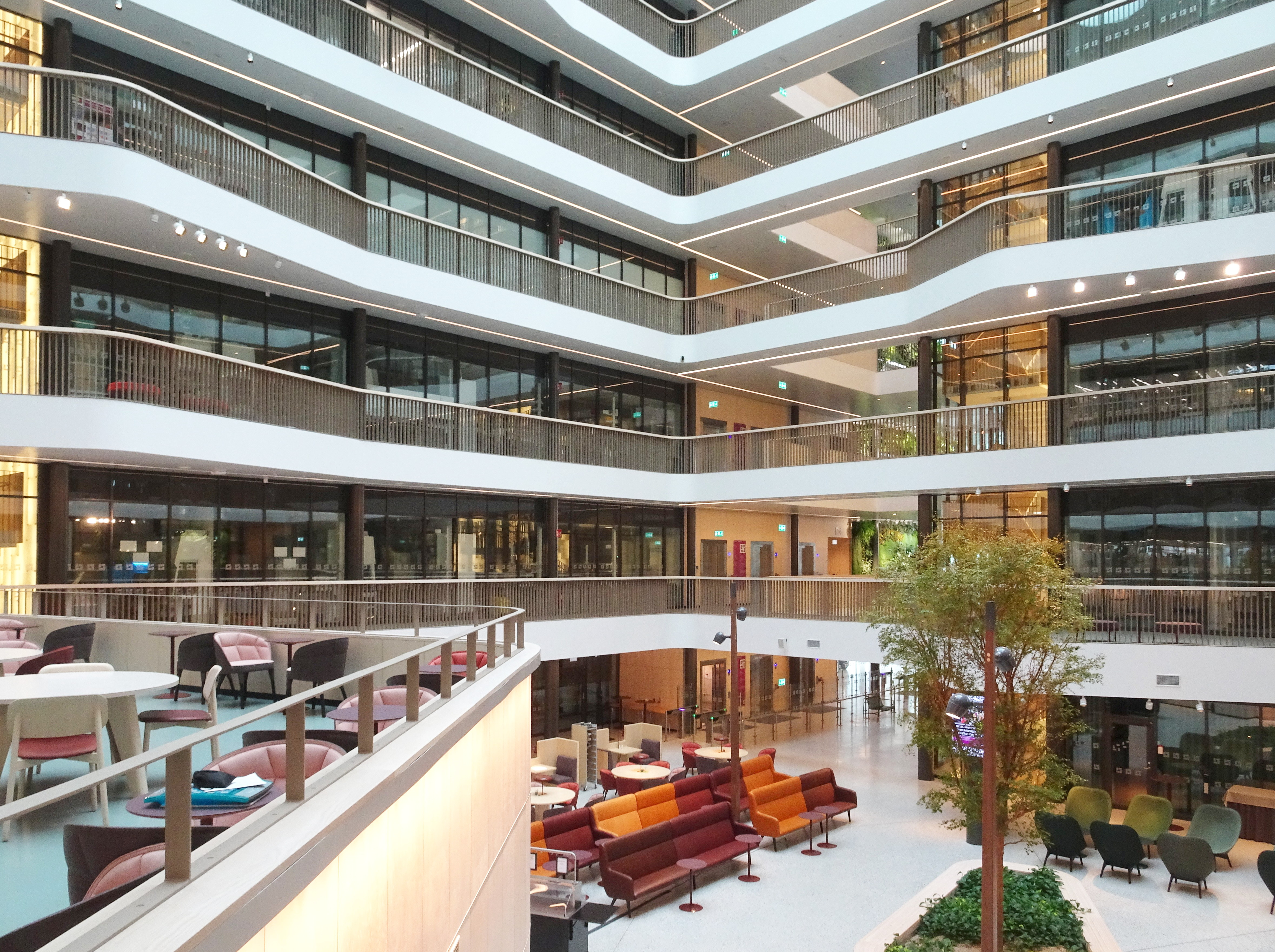
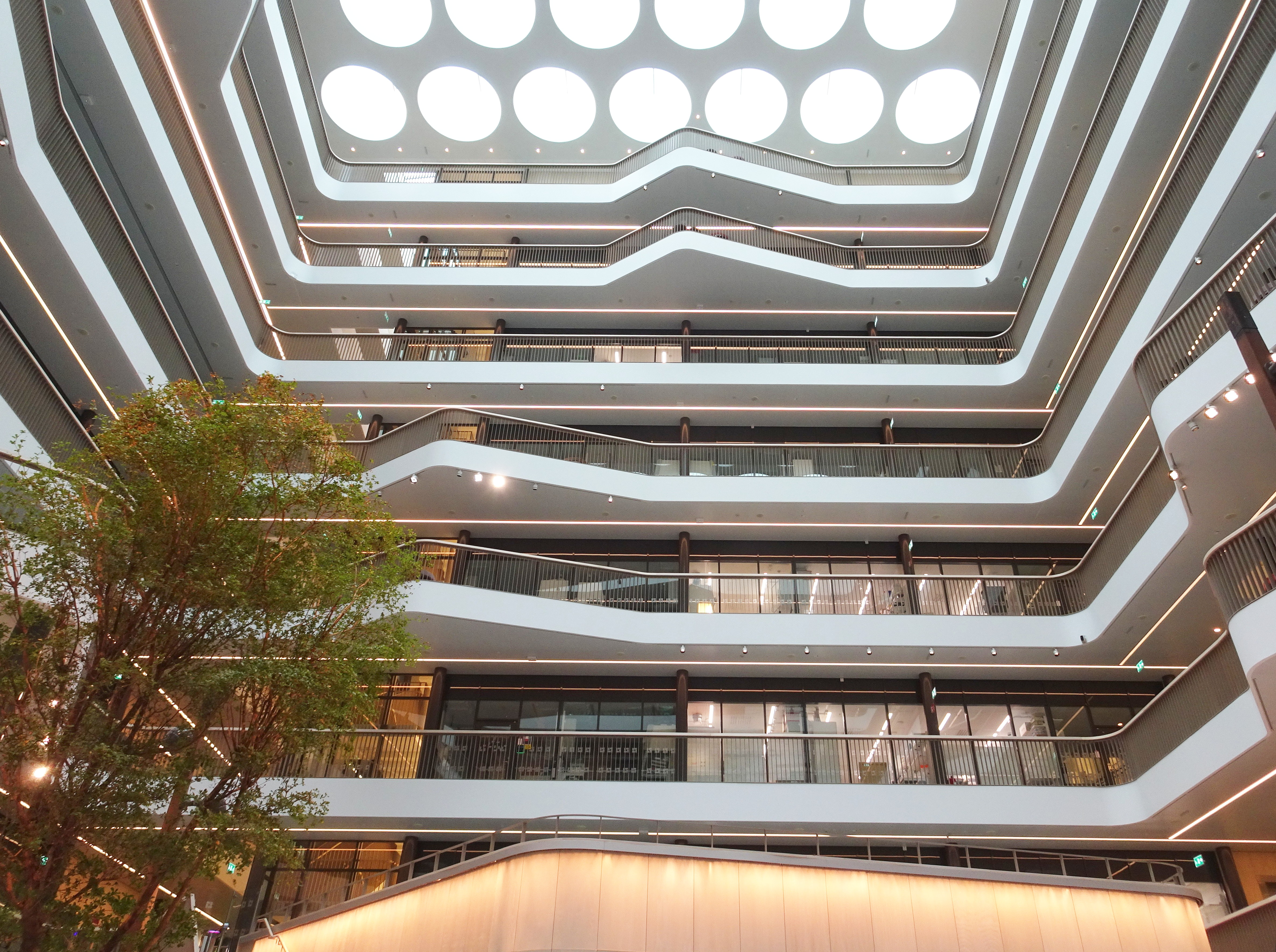